# Sédhiou
Sédhiou è una città del Senegal sudoccidentale, capoluogo della regione omonima e del dipartimento omonimo. Fino al 2008, anno in cui venne creata la regione di Sédhiou, la città era compresa nella regione di Kolda.
Sorge sulla sponda destra del fiume Casamance (nella sua zona di medio corso), nella sottile striscia di territorio senegalese posta a sud del Gambia.